# Potentilla nuda
Potentilla nuda är en rosväxtart som beskrevs av Pierre Edmond Boissier. Potentilla nuda ingår i Fingerörtssläktet som ingår i familjen rosväxter.

## Underarter
Arten delas in i följande underarter:
- P. n. hirsuta
- P. n. hirsuta